# Octobre 1817

## Événements

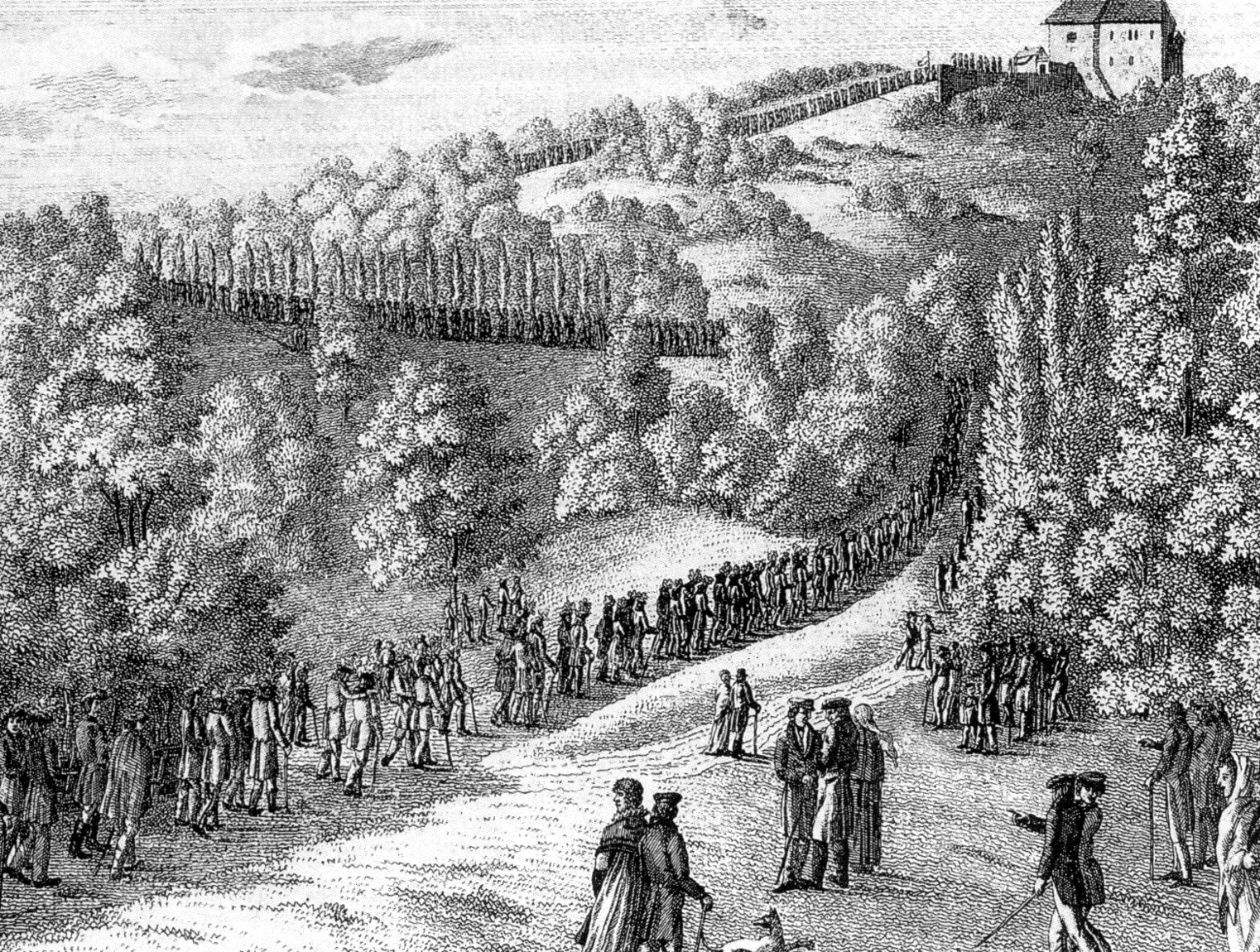
18 octobre : fête de la Wartburg

- 1er octobre : création de la Société des philomates à Wilno avec Adam Mickiewicz[1]. En décembre, Panta Koïna (tous ensemble) est créée à Varsovie[2]. Ces sociétés secrètes se répandent parmi la jeunesse étudiante des universités polonaises.

- 18 octobre :
  - Fête de la Wartburg, en Prusse, célébrée à l’occasion du tricentenaire de la Réforme, au cours de laquelle les étudiants font un autodafé d’écrits réactionnaires. La manifestation connaît un tel succès que le roi de Prusse fait arrêter ses participants[3].
  - Portugal : le libéral Gomes Freire de Andrade, chef de la loge « Régénération » est exécuté pour conspiration avec onze de ses compagnons[4].
    - Les libéraux portugais s’associent dans le « Conseil suprême régénérateur du Portugal, du Brésil et des Algarve ».

- 23 octobre, Madagascar : le gouverneur britannique de l’île Maurice, sir Robert Farquhar, signe un premier traité britannico-malgache. Radama Ier reçoit des Britanniques le titre de roi de Madagascar. Il s’engage à supprimer l’esclavage et les Britanniques lui promettent des compensations. Les clauses de ce traité sont assez mal respectées de part et d’autre, mais favorisent les ambitions de Radama[5].

- 24 octobre : création d’un ministère de l'instruction publique et des cultes réunis sous la houlette du prince Golitsyne[6].

- 27 octobre, Mexique : Liñán fait prisonnier Mina au ranch del Venadito, près de Silao. Mina est fusillé le 11 novembre.

- 30 octobre : Simón Bolívar, à partir de son quartier général de Angostura, instaure un Conseil d’État. Le 10 novembre, il convoque un congrès des provinces vénézuéliennes à Angostura et se fait déclarer chef suprême du gouvernement[7]. Il s’assure la maîtrise de la Grande Colombie (créée en 1819) entre 1817 et 1821.

## Naissances
- 17 octobre : Alfred Des Cloizeaux (mort en 1897), minéralogiste français.
- 24 octobre : Hippolyte Mège-Mouriès (mort en 1880), chimiste français.
- 30 octobre : Hermann Franz Moritz Kopp (mort en 1892), chimiste et historien allemand.
- 31 octobre : Friedrich Voltz, peintre allemand († 25 juin 1886).

## Décès
- 4 octobre : Étienne-François Le Tourneur, homme politique français (° 1751).
- 15 octobre :
  - Tadeusz Kościuszko, révolutionnaire polonais (° 4 février 1746).
  - Jean Louis Burckhardt (né en 1784), explorateur et orientaliste suisse.
- 18 octobre : Étienne Nicolas Méhul, compositeur (1763-1817).
- 24 octobre : Nikolaus Joseph von Jacquin (né en 1727), botaniste néerlandais.